# LGV Rhône-Alpes
La LGV Rhône-Alpes, ou ligne nouvelle 4 (LN4), est une ligne à grande vitesse affectée au transport de voyageurs de 115 km de long, située en Rhône-Alpes en prolongement vers le sud de la LGV Sud-Est. Cette LGV, mise en service en 1994, assure le contournement de l'agglomération lyonnaise par l'est, et dessert au passage la gare de Satolas rebaptisée par la suite Gare de Lyon-Saint-Exupéry TGV. Elle se poursuit au-delà de Valence par la LGV Méditerranée.
Elle a été construite en deux sections nord et sud, conçues respectivement pour une vitesse maximum de 300 et 320 km/h. La première section fut ouverte en 1992 à l'occasion des Jeux olympiques d'hiver d'Albertville.
Elle constitue la deuxième section de la ligne no 752 000 du réseau ferré national, sous la dénomination « Ligne de Combs-la-Ville à Saint-Louis (LGV) », celle-ci étant également constituée de la LGV Sud-Est et d'une partie de la LGV Méditerranée.

## Histoire

### Chronologie
- 28 octobre 1989 : déclaration d'utilité publique ;
- 13 décembre 1992 : mise en service de la première section de 42 km entre Montanay et Saint-Quentin-Fallavier ;
- 3 juillet 1994 : mise en service de la seconde section de 73 km entre Saint-Quentin-Fallavier et Saint-Marcel-lès-Valence et inauguration de la gare de Lyon-Saint-Exupéry TGV ;
- 7 juin 2001 : inauguration de la LGV Méditerranée, prolongement de la LGV Rhône-Alpes vers le sud.
- 12 novembre 2024 : mise en service de la signalisation européenne.

### Cent quinze kilomètres pour éviter Lyon
L'indéniable succès rencontré par la LGV Sud-Est, au départ essentiellement conçue pour la relation entre Paris et Lyon, a rapidement amené la SNCF a étoffer la desserte. Car les rames oranges, profitant de la compatibilité totale avec les lignes électrifiées classiques, peuvent poursuivre leur route sur celles-ci. Elles desservent ainsi, depuis Lyon-Part-Dieu les gares de Saint-Étienne, Grenoble, et la vallée du Rhône jusqu'à Montpellier et Marseille, mais aussi la Savoie grâce au raccordement établi à Pont-de-Veyle avec la ligne de Mâcon à Ambérieu. À la fin des années 1980, ce trafic représente la moitié des vingt millions de passagers enregistrés sur la LGV Sud-Est.
L'ouverture du tunnel sous la Manche et l'interconnexion des lignes à grande vitesse en Île-de-France ne peut qu'augmenter encore le trafic, et par conséquent la saturation croissante du carrefour ferroviaire lyonnais, notamment avec l'explosion du trafic TER. À l'horizon 1994, les experts tablent sur un trafic de 14,5 millions de voyageurs en direction de la Savoie, de Grenoble et de la Méditerranée. Mais la saturation rapide du nœud ferroviaire lyonnais, et la géographie tourmentée de la vallée du Rhône en aval de Lyon qui limite les performances de la ligne de Paris-Lyon à Marseille-Saint-Charles amènent à concevoir le prolongement rapide de la LGV en direction du sud. De plus, l'organisation des jeux olympiques d'hiver de 1992 à Albertville ne peut qu'accélérer la construction de ce prolongement.
Si la direction globale de la ligne en direction du sud paraît évidente, le contournement de l'agglomération lyonnaise par l'est ou par l'ouest crée débat. Mais la géographie difficile des Monts du Lyonnais à l'ouest, et la desserte accélérée de Grenoble, et de la Savoie grâce à la rénovation de la ligne de Saint-André-le-Gaz à Chambéry, font rapidement pencher pour un contournement par l'est. Le passage de la ligne à proximité de l'aéroport de Satolas, actuel aéroport Lyon-Saint-Exupéry à l'est de Lyon, semble de plus un élément favorable, avec une intégration multimodale train/avion.
En avril 1986, le Conseil général des ponts et chaussées se prononce en faveur du TGV au sud de Lyon. En août de la même année, Philippe Essig, président de la SNCF, présente le dossier du prolongement de la LGV Sud-Est jusqu'à Valence au ministre délégué chargé des transports.
Le choix du tracé au nord-est de Lyon, à la limite des départements de l'Ain et du Rhône, provoque un débat parfois passionné. En plus des quatre variantes proposées par la SNCF (A, B, C et D), six autres sont ajoutées par les élus locaux et les associations lors de la concertation. Chaque demande étant en contradiction avec les autres, le dossier devient vite inextricable, surtout au vu de la forte divergence de point de vue entre les deux départements, l'Ain ne voyant aucun avantage à cette ligne qui traverse son territoire sans desservir la moindre ville du département. Le gouvernement demande alors à la commission de mettre le tout à plat et de rendre un avis circonstancié, afin que le contournement soit prêt pour les Jeux olympiques d'Albertville en 1992.
La commission retient la variante dite « E », tracé de compromis qui semble acceptable pour tous et présente le moins d'inconvénients. Il a le double avantage d'avoir un impact plus limité sur l'habitat et les terres agricoles et d'être le moins coûteux. La commission demande en outre la désignation d'un responsable unique de la SNCF, afin d'assurer la concertation avec les élus locaux et le grand public. Le responsable désigné est celui qui s'était chargé du secteur difficile de Vouvray quelques années auparavant sur la LGV Atlantique.

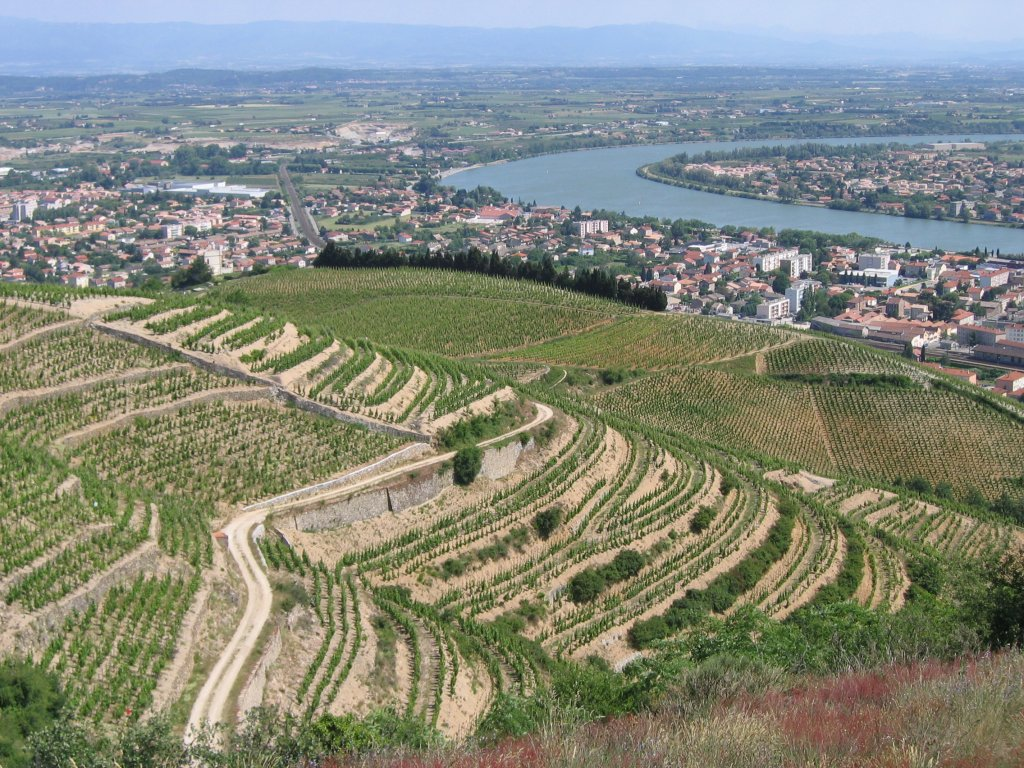
Le Rhône à Tain-l'Hermitage. Les coteaux couverts d'un vignoble classé rendent ici difficile le débouché de la LGV.

Au sud, deux possibilités s'offrent pour raccorder la LGV à la ligne classique : soit un raccordement à Tain-l'Hermitage au nord de Valence sur l'axe Lyon - Marseille, soit un raccordement à Saint-Marcel-lès-Valence, sur la ligne de Valence à Grenoble, au nord-est de la ville. C'est cette dernière solution qui est choisie, car elle permet un prolongement ultérieur plus facile de la LGV Rhône-Alpes vers le sud, future LGV Méditerranée, et l'autre option ayant le fort inconvénient d'empiéter sur un vignoble classé de la vallée du Rhône. Le tracé est soumis à la procédure de déclaration d'utilité publique fin 1988. Après consultation des diverses administrations dans le cadre de l'instruction mixte à l'échelon central, la DUP est signée le 26 octobre 1989 par le premier ministre, Michel Rocard,.
Les dates de mise en service sont définitivement arrêtées :
- début 1992, pour le tronçon Satolas - Saint-Quentin-Fallavier, sur la ligne de Lyon-Perrache à Marseille-Saint-Charles (via Grenoble), pour assurer la desserte des sites olympiques à partir de l'aéroport ;
- fin 1992, pour le contournement complet de Lyon, de la bifurcation de Montanay, sur la LGV Sud-Est, et l'aéroport de Satolas ;
- été 1994, pour le tronçon restant de soixante dix-huit kilomètres, entre Saint-Quentin-Fallavier et Saint-Marcel-lès-Valence[3].

### Les travaux
Les travaux sont réalisés sous la responsabilité de la région SNCF de Lyon, et supervisés par son directeur adjoint Bernard Schaer. Le suivi est confié à deux subdivisions territoriales, au nord et au sud.

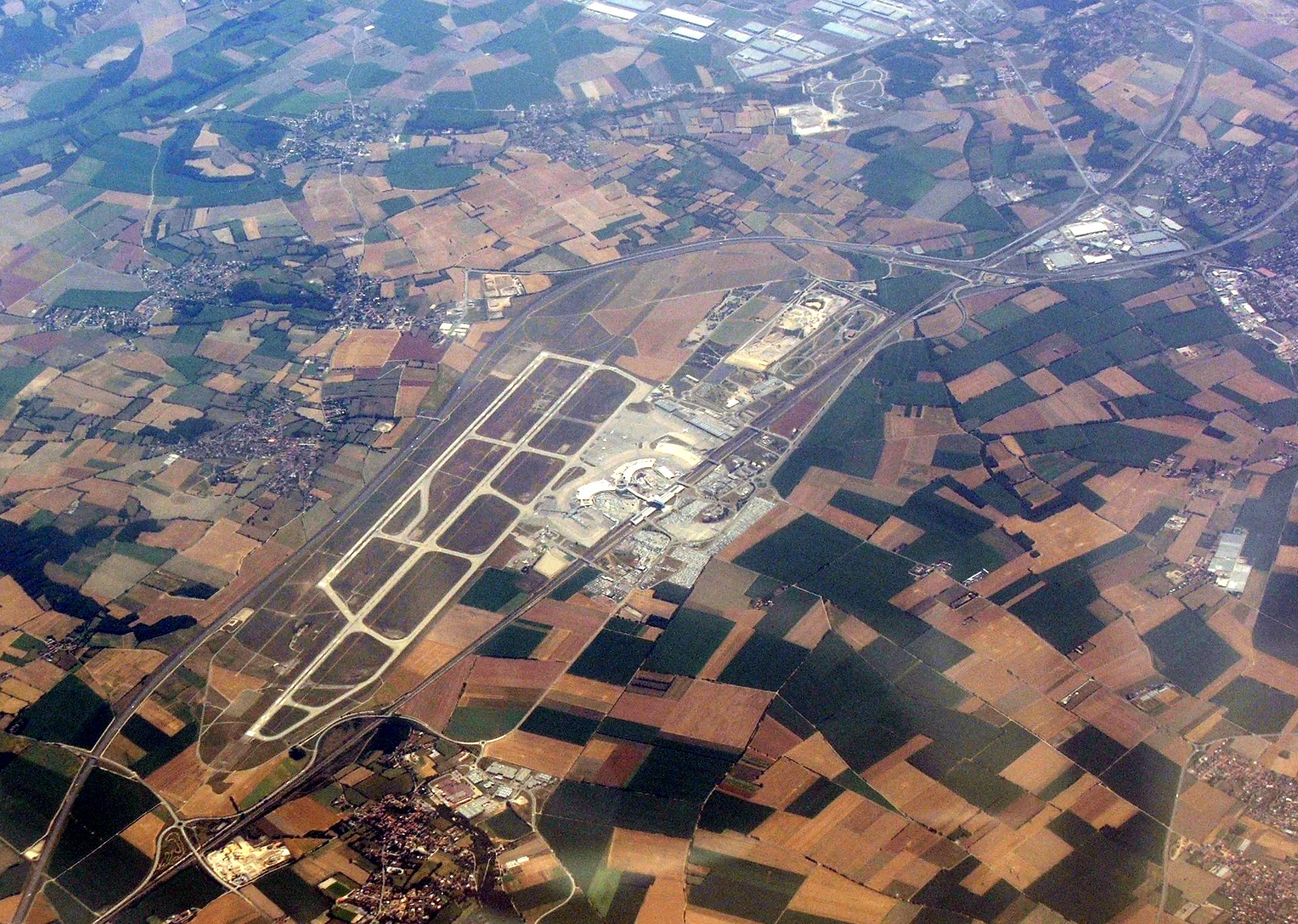
Vue aérienne de l'aéroport Lyon-Saint-Exupéry. On distingue la LGV Rhône-Alpes et la gare de Lyon-Saint-Exupéry TGV.

Les travaux de terrassement du court premier tronçon de l'aéroport de Satolas à la ligne de Grenoble sont achevés début 1991, la pose des voies et des équipements, puis les essais en ligne, sont réalisés durant l'année. Le deuxième tronçon, au nord, est mis en chantier au dernier trimestre 1989 et se révèle plus difficile que le précédent, avec la construction d'un imposant viaduc permettant de franchir le Rhône, une route nationale et une autoroute, le viaduc de la Côtière, et de deux tunnels au débouché du plateau de la Dombes. L'ensemble des travaux est réalisé en vingt-trois mois. Le 13 décembre 1992, la SNCF met en service le premier tronçon de la LGV Rhône-Alpes, long de quarante kilomètres, de la bifurcation de Montanay au nord à la bifurcation de Saint-Quentin-Fallavier (ou bifurcations de Grenay) au sud. Ce tronçon permet de réduire de vingt minutes les trajets en direction de Grenoble et de la Savoie.
La voie est posée durant le troisième trimestre 1993 sur le troisième tronçon, au sud en direction de Valence. Les vingt-trois premiers kilomètres sont mis sous tension le 5 octobre, pour réaliser des essais en ligne. Le 15 mars 1994, l'intégralité de la ligne est sous tension. À partir du 17, la rame TGV Réseau no 544 peut réaliser ses premiers essais en ligne jusqu'à la vitesse de 270 km/h. La LGV Rhône-Alpes est mise en service le 3 juillet 1994, ce qui permet de réduire de trente minutes supplémentaires les parcours entre le nord de la France et les rives de la Méditerranée ; Marseille ne se trouve alors plus qu'à 4 h 10 de Paris. La gare de l'aéroport de Satolas est ouverte à la même date, avec le tronçon sud de la ligne.

### Financement
La ligne a été majoritairement financée sur fonds propres par la SNCF.
Le taux de rentabilité interne, qui était estimé à 15,4 % lors de la planification de la ligne, a été réévalué à 10,6 % en 2006 ; le seuil de rentabilité étant fixé à 8 %.

## Le tracé
La LGV traverse quatre départements, soit du nord au sud : l'Ain, le Rhône, l'Isère et la Drôme.
Le tracé de la ligne nouvelle représente une longueur totale de 115 km, dont 42 km de Montanay à Saint-Quentin-Fallavier et 73 km de ce point à Valence.
La LGV croise à Saint-Quentin-Fallavier la ligne de Lyon-Perrache à Marseille-Saint-Charles (via Grenoble). Un ensemble de voies de raccordement permet :
- l'accès à la LGV vers le sud pour les TGV venant de Lyon par la ligne de Paris-Lyon à Marseille-Saint-Charles, et en sens inverse leur sortie ;
- la poursuite des TGV venant du nord vers Grenoble par la ligne classique et inversement.

## Caractéristiques de la ligne
La LGV occupe une surface de 1218 hectares (à titre de comparaison l'aéroport Saint-Exupéry occupe la même surface).
Elle a été conçue, de même que la LGV Sud-Est, pour une vitesse nominale de 300 km/h, avec sur le tracé en plan des courbes d'un rayon minimal de 4000 m et un entraxe des voies égal à 4,2 m. La seconde section est apte à 320 km/h. Les déclivités atteignent au maximum 35 pour mille.
Un poste de commande appelé CCT (commande centralisée des trains) permet de suivre en permanence la circulation des trains sur l'ensemble de la LGV et de télécommander les installations de sécurité. Il est situé à Lyon, dans un bâtiment SNCF près de la gare de Perrache.

### Ouvrages d’art
La LGV Rhône-Alpes compte dix viaducs d'une longueur cumulée de 4,5 km et quatre tunnels d'une longueur cumulée de 5,3 km, successivement du nord au sud, de la Dombes, de la Côtière, de Meyssiez et de la Galaure. Les plus importants viaducs sont ceux de la Côtière, qui permet à la ligne de franchir la route nationale 84, la ligne de Lyon-Perrache à Genève (frontière), la rivière Sereine et l'autoroute A 42, et celui de Savas-Mépin.

## Desserte
Tronçon intermédiaire de la ligne de Combs-la-Ville à Saint-Louis (LGV), dont la partie nord contourne Lyon par l'est, cette ligne relie Paris à Valence, ainsi qu'aux régions Provence-Alpes-Côte d'Azur et Languedoc-Roussillon (cette dernière ayant été intégrée à l'Occitanie), mais également à Barcelone. Des TGV intersecteurs l'empruntent aussi, pour relier, d'un côté : Marseille (via Avignon), Montpellier (via Nîmes) et Toulouse ; et, de l'autre : Lyon, Lille, Bruxelles, Nantes, Rennes, Le Havre, Genève (TGV Lyria), Dijon, Mulhouse, Strasbourg, Metz, Francfort-sur-le-Main et Luxembourg (listes non exhaustives).
Certains TGV radiaux desservent la gare de Lyon-Saint-Exupéry TGV. Ces trains relient Paris à l'artère classique Lyon – Marseille (pour atteindre Miramas via Avignon-Centre), mais également Grenoble, la Savoie, Turin et Milan ; s'ajoutent les Ouigo, reliant Marne-la-Vallée à Marseille et Montpellier.

### Temps de parcours
La réalisation de la LGV Rhône-Alpes a permis l'amélioration des temps de parcours vers l'Est et le Sud respectivement de 20 et 30 minutes environ :
| Trajet                         | Après la mise en service            | Avant la mise en service    |
| ------------------------------ | ----------------------------------- | --------------------------- |
| Valence-ville - Lyon           | 0 h 20 (Lyon-Saint-Exupéry TGV)     | 0 h 51 (Lyon-Part-Dieu)     |
| Valence-ville - Paris          | 2 h 20 (via Lyon-Saint-Exupéry TGV) | 2 h 51 (via Lyon-Part-Dieu) |
| Grenoble - Lyon                | 0 h 50 (Lyon-Saint-Exupéry TGV)     | 1 h 10 (Lyon-Part-Dieu)     |
| Marseille-Saint-Charles - Lyon | 2 h 10 (Lyon-Saint-Exupéry TGV)     | 2 h 40 (Lyon-Part-Dieu)     |

| * avec 1 correspondance
| ** avec 2 correspondances
| *** avec 3 correspondances

## Équipement

### Électrification
La ligne a été électrifiée, comme les autres LGV, en courant alternatif 25 kV, à une fréquence de 50 Hz.

### Signalisation
La ligne compte quatre postes d'aiguillage type PRS entre Montanay et Grenay et trois postes d'aiguillage locaux de type PRCI au-delà.
La ligne est équipée des circuits de voie à haute fréquence et de la transmission voie-machine (TVM), comme les autres LGV françaises. La ligne est équipée de la TVM 300 sur son tronçon nord. La dernière version (TVM 430) plus performante de ce système est installée au sud de la bifurcation de St-Quentin-Fallavier. Ce découpage permettait d'assurer les liaisons Paris - Grenoble avec des rames encore uniquement équipées de la TVM 300.
L'installation de l'ETCS niveau 2 est en cours de réalisation dans le cadre du projet LGV+, ou de la ligne à haute performance[réf. à confirmer]. Cela permettra de relever la limitation du nombre de trains par sens et par heure de 13 (TVM300) à 16 (TVM 430 ou ETCS2).

### Régulation
La régulation de la LGV Rhône-Alpes n'est pas assurée par un PAR comme les autres lignes à grande vitesse, mais est gérée par la commande centralisée des trains de Lyon (CCT).

## Une nouvelle gare
La LGV comporte une seule gare nouvelle de passage : la gare de Lyon-Saint-Exupéry TGV, située dans la commune de Colombier-Saugnieu.
Cette gare, à l'architecture audacieuse, est l'œuvre de l'architecte espagnol Santiago Calatrava. Elle dessert l'aéroport de Lyon-Saint-Exupéry.
La gare est inaugurée le 28 juin 1994 par le premier ministre Édouard Balladur.
Cette réalisation est vantée par les responsables de l'aéroport comme la première plate-forme intermodale au monde. Toutefois, cinq ans après l'ouverture de la gare, la connexion train-avion reste marginale : peu de trains s'y arrêtent, et seuls une cinquantaine de voyageurs en moyenne réalisent une correspondance entre TGV et avion. En 2006, le nombre de voyageurs quotidiens atteint 1099 en moyenne (ce nombre correspond à environ 6 % du nombre de passagers partant de- ou arrivant à l'aéroport en avion), mais seulement une centaine d'eux (9 %) sont des voyageurs intermodaux. Des élus et des journalistes ont en conséquence dénoncé un gaspillage d'argent public.
Le montant des travaux de la gare est de 880 millions de francs, financés à :
- 46 % par la Région ;
- 26 % par la SNCF ;
- 24 % par le Conseil Général ;
- 4 % par la Chambre de Commerce.

## Travaux complémentaires
Outre la construction de la ligne nouvelle, le projet comprend une opération complémentaire indispensable sur le réseau classique. Afin de permettre aux rames TGV de rejoindre la ligne de Paris-Lyon à Marseille-Saint-Charles, le court tronçon entre Valence et Saint-Marcel-lès-Valence de la ligne de Valence à Moirans est modernisé. Le block automatique lumineux y est installé avec introduction d'installations permanentes de contre-sens (IPCS), la vitesse limite est relevée à 140/160 km/h, et le tronçon est électrifié en 25 kV, avec une section de séparation 1,5 kV un kilomètre environ après la bifurcation de Valence. L'ensemble des bifurcations au nord de Valence ainsi que celle de Saint-Marcel vers la ligne nouvelle est télécommandé par un nouveau PRCI installé à Valence.